# Vitakrisaurus saraiki
Vitakrisaurus saraiki es la única especie conocida del género extinto Vitakrisaurus es género de dinosaurio terópodo noasáurido, que vivió a finales del período Cretácico, hace aproximadamente 70 millones de años, durante el Maastrichtiense, en lo que hoy el subcontinente Indio. Sus restos se encontraron en la Formación Vitraki de Pakistán. El espécimen holotipo, MSM-303-2 es un pie derecho con una forma aparentemente tridáctilo y falanges robustas. Puede pertenecer a Noasauridae por similitudes con el pie de Velocisaurus, aunque las inconsistencias dentro de su breve descripción y la falta de comparación con otros terópodos dentro del artículo dificultan la clasificación formal. El nombre genérico hace referencia al Miembro Vitakri de la Formación Pab y lo combina con el sufijo griego "saurus", que significa "reptil". El nombre específico honra al pueblo Saraiki , que vive principalmente en el sur de Pakistán.